# Michel Roos
Michel Roos est un joueur d'échecs, professeur de médecine et universitaire français, né le 27 août 1932 à Strasbourg et mort dans cette ville le 7 septembre 2002.

## Biographie
Après ses études de médecine, Michel Roos se spécialise dans l'histologie et l'enseignement. Professeur à la faculté de médecine de Strasbourg, il fonde un laboratoire de bio-statistique et fut vice-président de l'université Louis-Pasteur.
Aux échecs, il est formé par Gaston Wolf et devient un des meilleurs joueurs français. Il préside aux destinées du Cercle d'échecs de Strasbourg, club français emblématique des décennies 1970 et 1980. Michel Roos est champion de France par correspondance en 1957. En 1958, il partage la première place du championnat de France avec Claude Lemoine, mais est battu au départage. En 1964, à Montpellier, il obtient enfin le titre national en battant au départage Guy Mazzoni.
Sa femme Jacqueline est grand maître international féminin de l'ICCF (jeu par correspondance). Ses quatre enfants sont également maîtres internationaux : Céline (à titre féminin), Louis (qui gagna à son tour le championnat de France 1977), Daniel et Jean-Luc Roos.

## Ouvrages
- Le Jeu d'échecs, Paris, Presses universitaires de France, coll. « Que sais-je ? » (no 1592), 1990, 127 p. (ISBN 2-13-042929-7, ISSN 0768-0066, OCLC 40151443, BNF 35094720, SUDOC 001677756).
- Histoire des échecs, Paris, Presses universitaires de France, coll. « Que sais-je ? » (no 2520), 1990, 125 p. (ISBN 2-13-042928-9, ISSN 0768-0066, OCLC 24823817, BNF 35094740, SUDOC 001677837, lire en ligne sur Gallica).